# هانس ماورر
هانس ماورر (بالألمانية: Hans Mauerer)‏ هو متزلج جماعي ألماني، ولد في 1926.

## وصلات خارجية
- هانس مورير على موقع أوليمبيديا (الإنجليزية)